# منزل شريعتمدار 2
منزل شريعتمدار 2 (بالفارسية: خانه شریعتمدار 2) هو منزل تاريخي يعود إلى عصر دولة بهلوية، ويقع في سبزوار.